# Борза, Александру
Александру Борза (рум. Alexandru Borza; 21 мая 1887, Алба-Юлия Австро-Венгрия — 3 сентября 1971, Клуж-Напока) — румынский учёный-ботаник, педагог, доктор наук, профессор ботаники Университета Бабеш-Бойяи (1919—1947). Член Румынской академии (посмертно).
Основатель геоботаники в Румынии.

## Биография
Сын офицера австро-венгерской армии. В 1904—1908 годах обучался в духовной семинарии в Будапеште, затем на факультете естественных наук и географии Будапештского университета (1908—1911), с 1913 года — доктор биологических наук. В 1913—1914 годах стажировался в университете Бреслау под руководством Фердинанда Пакса.
До 1919 года учительствовал в школах Трансильвании. В 1919—1947 годах читал лекции по ботанике в Клужском университете.
В 1923 году основал и возглавил Ботанический институт, работал директором Ботанического сада Клужского университета (названного в его честь в 1991 г.) и музея ботаники в Клуже.
По его инициативе в 1935 году был создан Ретезат, первый национальный парк Румынии (ныне биосферный заповедник ЮНЕСКО).
Он автор этноботанического словаря, который содержит больше 11 000 румынских названий растений. Внёс большой вклад в определение некоторых видов растений в Румынии.
Организовал первый съезд естествоиспытателей в Румынии (1931), был председателем Комитета природных памятников Румынии (1938). Инициировал закон об охране природы, принятый в 1930 году румынским парламентом.
Был членом многих румынских и зарубежных научных обществ, в том числе, Почётный президент Международного ботанического конгресса в Париже.
Посмертно стал членом Румынской академии.

## Избранные труды
- Flora și vegetația Văii Sebeșului, Bukarest 1959.
- Nicolae Boscaiu: Introducere în studiul covorului vegetal, Bukarest 1965.
- Dicționar etnobotanic, Bukarest 1968.
- Amintirile turistice ale unui naturalist călător pe trei continente, Bukarest 1987.